# Czas (album)
Czas (album) – dokumentacja  nagrań koncertowych  nagranych przez Józefa Skrzeka oraz Michała Banasika z 1997 roku.
Publikacja została wydana jako dwunasta płyta z 20 płytowego boxu muzycznego dotyczącego twórczości Józefa Skrzeka zatytułowanego Viator 1973–2007 wydanego przez Metal Mind Productions.
Utwór (1) nagrano wiosną 1985 roku w archikatedrze Chrystusa Króla w Katowicach.
Utwory nr (2-7) zostały zarejestrowane w archikatedrze Chrystusa Króla w Katowicach w październiku 1997 roku.
Kompozycję nr (8) nagrano w Planetarium Ślaskim  w Chorzowie 1 marca 1990 roku.
W 2009 roku dodatkowo nagrano i wydano album DVD "Czas II"
Oficjalna premiera całego 20 płytowego boxu odbyła się w Studiu Koncertowym Polskiego Radia Katowice w kwietniu 2007 roku.
Box został wydany w ilości 1000 numerowanych egzemplarzy.

## Muzycy
- Józef Skrzek – minimoog,micromoog, keyboards
- Michał Banasik – organy piszczałkowe

## Lista utworów
1. Prolog
2. Wyspa umarłych
3. Pegaz – lotny rumak
4. Echo kołyski
5. Kości zostały rzucone
6. U stóp krzyża
7. Człowiek i krzyż
8. Epilog
9. Czas się zatrzymał na pierwszej godzinie